# 카잔 국제공항

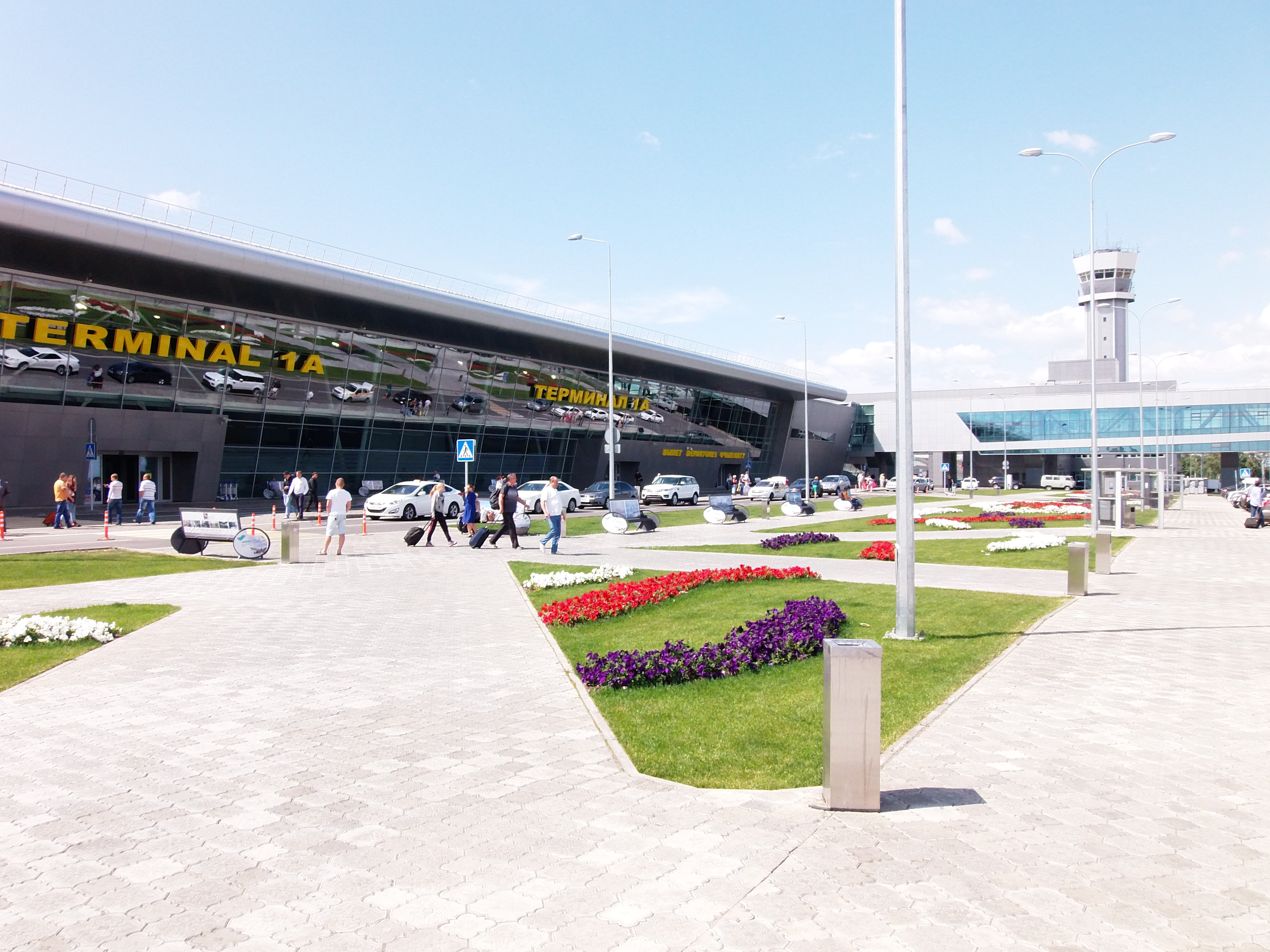

카잔 국제공항(Kazan International Airport)은 카잔에서 남동쪽으로 약 25킬로미터 거리에 위치한 러시아의 공항이다. 타타르스탄 공화국 최대의 공항으로, 러시아에서는 15번째로 분주한 공항이다. 카잔 국제공항은 약 3,800,000명의 지역 시민을 수용한다.

## 통계
| 연도 | 승객      | % 변화 |
| ---- | --------- | ------ |
| 2004 | 309,900   | 보합   |
| 2005 | 393,600   | 27%    |
| 2006 | 445,700   | 13.2%  |
| 2007 | 616,400   | 38.3%  |
| 2008 | 751,500   | 22%    |
| 2009 | 675,700   | -10.1% |
| 2010 | 958,500   | 41.8%  |
| 2011 | 1,227,000 | 28%    |
| 2012 | 1,487,000 | 21.2%  |
| 2013 | 1,847,000 | 24.2%  |
| 2014 | 1,942,408 | 5.2%   |
| 2015 | 1,799,267 | 7.4%   |
| 2016 | 1,923,223 | 6.9%   |
| 2017 | 2,623,423 | 36.4%  |